# Batalha de Cowpens
A Batalha de Cowpens foi uma luta travada entre as forças do exército continental e do exército britânico durante a Guerra da Independência dos Estados Unidos. Os combatentes americanos eram comandados pelo brigadeiro-general Daniel Morgan e as tropas inglesas pelo coronel Banastre Tarleton. A batalha fez parte da campanha para reconquistar a Carolina do Sul, que estava sob ocupação britânica por anos.
Travada na cidade de Cowpens, no Condado de Cherokee, no norte da Carolina do Sul, a batalha aconteceu no dia 17 de janeiro de 1781 e começou com um impetuoso ataque inglês. Os americanos, com uma posição mais vantajosa no campo, seguraram a ofensiva e contra-atacaram. A luta foi intensa e no final, exaustos, os britânicos tiveram de recuar. A vitória em Cowpens foi decisiva na campanha para derrotar o exército inglês no sul dos Estados Unidos.